# Bart Oomen
Bart Oomen (Son en Breugel, 10 januari 1964) is een Nederlands regisseur en acteur.

## Levensloop
Oomen volgde het vwo en ging in 1984 naar de Amsterdamse Toneelschool en Academie voor Kleinkunst, waar hij in 1988 afstudeerde.
Als acteur heeft hij gewerkt in musical en muziektheater, film, televisie en toneel. Hij speelde een aantal jaren bij het avant-garde toneelgezelschap Maatschappij Discordia en vertolkte grote rollen in de musicals als De Jantjes, Anatevka, Oliver! en 42nd Street. Op televisie was hij onder andere te zien in Combat, Kinderen geen bezwaar, Van Speijk en Goede tijden, slechte tijden. De laatste jaren werkt hij voornamelijk als regisseur, bedenkt concepten en schrijft teksten voor muziektheater en opera- en toneelvoorstellingen.

## Filmografie

### Film
- Lost in Amsterdam (1989) – Max' manager
- Valkyr (1989)
- Let the Music Dance (1990)
- De tranen van Maria Machita (1991) – dombo
- Let's Talk About Sex (1992) – Maarten
- Dichter op de Zeedijk (1999) – Siem
- Moordwijven (2007) – Meindert
- De held (2016) – Vader van Anton

### Televisie (selectie)
- in de vlaamsche pot

Als agent in de aflevering frites voor frits
- Combat – Tom Kerstens (1998)
- Kinderen geen bezwaar – Eddie van Doorn (2004–2005)
- Van Speijk – Arend van der Voort (2006–2007)
- Oppassen!!! - Boer Wientjes
- Goede tijden, slechte tijden – Bill Norris (bijrol, 2016–2017)
- Penoza – Hoofdinspecteur (afl. 8, 2017)
- Flikken Maastricht - Rechter Van Dam (2018)
- PATTY - Late Night presentator (2024)

### Theater

#### Musical
- Sneeuwwitje en de 7 dwergen – Mikmakker (1990–1991)
- Carlie – Big Bill (1996–1997)
- De Jantjes – Dolle Dries (1997–1998)
- Anatevka – Perchik (1998–1999)
- Oliver! – Bill Sikes (1999–2000)
- 42nd Street – Julian Marsh (2000–2001)
- De Gebroeders Leeuwenhart – Tengil (2007)
- Malle Babbe - vader van Rob (2025)

#### Theater
- Openluchttheater het Amsterdamse Bos (1987–1989)
- Maatschappij Discordia (1992–1996)
- Korfoe (De Parade) (2004)
- Happy Hour (2005)
- LEO, het ergste valt nooit tegen (De Parade) (2006)

#### Regie
- Muziektheater kindervoorstellingen voor het Koninklijk Concertgebouw
- Willeke van Ammelrooy – Toen 't licht verdween (2007)
- Joy Wielkens – Sneeuw (2007)
- Leon van der Zanden – Léon (2007)
- De 3 Baritons (2008)
- Dolf Ephraïm op (De Parade) – Boullabaisse (2008)
- Leon van der Zanden – COLA (2008)
- De Coronas – Radio Corona (2010)
- Pieter Tiddens – PA3 (2010)
- Alderliefste – TROIS (2011)
- Leon van der Zanden – Vruchtvlees (2011)
- Alderliefste – Carte Blanche (2012)
- Frommerman – Classified (2012)
- Ik, Driss - de musical (2012)
- De Nachtzusters – Donkere dagen (2012)
- Piepschuim – In veel te strakke broeken (2012)
- Marocomedy in de Meervaart
- Holland Symfonia – Piazza dell'orchestra (2014)
- Kapsalon de Comedy (2014)